# Grigorij Drozd
Grigorij Anatoljewicz Drozd (ros. Григорий Анатольевич Дрозд;  ur. 26 sierpnia 1979 w Prokopjewsku) – rosyjski bokser, były mistrz świata WBC w kategorii junior ciężkiej.

## Kariera zawodowa
5 października 2013  w Moskwie Drozd pokonał w jedenastej rundzie przez techniczny nokaut Polaka Mateusza Masternaka  zdobywając tytułu Mistrza Europy.
15 marca 2014 w Moskwie  w pierwszej obronie tytułu Mistrza Europy, Drozd pokonał w pierwszej rundzie przez nokaut Francuza Jeremy'go Ouanne.
27 września 2014 w Moskwie zmierzył się z Krzysztofem Włodarczykiem. Drozd zwyciężył jednogłośnie na punkty, zdobywając mistrzostwo świata WBC.
22 maja 2015 w Moskwie pokonał przez techniczny nokaut w dziewiątej rundzie Łukasza Janika i tym samym obronił tytuł mistrza WBC po raz pierwszy.
W marcu 2016  władze federacji WBC uznały Drozda "mistrzem w zawieszeniu" z pierwszeństwem walki z nowym championem z podziałem pieniędzy 55/45 na swoją korzyść. Rosjanin, który po raz drugi z powodów zdrowotnych wypadł z obowiązkowej obrony przeciwko I. Makabu, w listopadzie i w kwietniu.